# Zdeněk Adla
Zdeněk Adla, vlastním jménem Zdeněk Dlouhý (1. června 1910 Záryby u Brandýsa nad Labem – 29. srpna 1990 Praha), byl český spisovatel, novinář, knižní grafik a ilustrátor.

## Život
Zdeněk Adla se narodil v roce 1910 a pocházel z rodiny košíkáře. Měšťanskou školu navštěvoval v Kostelci nad Labem. Od roku 1925 se v Praze učil písmomalířem. O tři roky později začal studovat na střední Státní grafické škole v Praze, již ale nedokončil, aby se mohl věnovat politice a novinářství. Od roku 1929 pracoval jako organizační tajemník sekretariátu Komunistického svazu mládeže pro Pražský kraj, od roku 1931 do rozpuštění svazu zastával funkci v „agitpropu“, tzn. že byl agitačním pracovníkem propagace.
Ve 30. letech pracoval jako grafik pro KSČ, navrhoval plakáty, obálky brožur a ilustrace knih K. Boreckého. Vlastním nákladem vydával básnické sbírky mladých komunistů (Ilja Bart, Jan Dolina). Roku 1934 nastoupil jako reklamní grafik do obchodního domu Teta.
Hned počátkem druhé světové války roku 1939 byl zatčen a do roku 1945 vězněn v Dachau a Buchenwaldu. I zde vedl skupinu mladých komunistů „Bohema“. Po osvobození se věnoval mnohostranné novinářské práci. Pracoval v sekretariátu ÚV KSČ a založil časopis Hlas osvobozených. Od června 1945 byl redaktorem a po roce 1948 až do roku 1951 i šéfredaktorem časopisu Svět sovětů. Roku 1949 se oženil se spisovatelkou Věrou Adlovou rozenou Studenou. V letech 1952–1955 působil jako dopisovatel ČTK v Moskvě. Po návratu se nejprve stal zástupcem šéfredaktora časopisu Květy a přispíval do mnoha dalších periodik (Obrana lidu, Rudé právo, Oheň, Rozsévačka, Literární noviny, Tramp, Vlasta aj.). Mezi lety 1962 a 1970 přispíval do časopisu Ohníček a zastával místo šéfredaktora časopisu Mateřídouška. Roku 1967 založil časopis Sluníčko, který poté ještě dva roky redigoval. V letech 1961–1962 a od roku 1971 až do své smrti se věnoval literatuře pro děti a mládež jako spisovatel z povolání. Roku 1963 s Bedřichem Foltýnem uspořádal učebnici Čítanku pro 5. ročník ZDŠ. Roku 1973 vydal s T. Mackem Čítanku pro 4. ročník ZDŠ. Roku 1982 napsal s Jiřím Černým svou poslední knížku Obrázky z českých dějin a pověstí.
Zemřel v roce 1990.

## Rodina
Jeho manželkou byla spisovatelka Věra Adlová. Má dceru Mgr. Světlanu Spiwokovou, která je zlatnicí-šperkařkou a restaurátorkou, a nemanželského syna Martina Loma.

## Dílo
Zdeněk Adla se věnoval psaní především dětské literatury. Vydával nejenom leporela a didaktické verše, které si často ilustroval, ale také pohádky a prozaické i umělecko-naučné knihy pro dospívající mládež. Ve svých dílech obvykle mísil racionální a fantaskní prvky (Pejskovy pohádky, Můj prolhaný kůň). Někdy však využíval spíše detektivní postupy (Kleopatra v kytaře) nebo tajemné zápletky (Vlče, Je to světový táto). Jedná se většinou o jednoduché vyprávění, v němž figurují kladné postavy mladých hrdinů zvládajících těžkosti života. V umělecko-naučné literatuře, kterou psal s manželkou Věrou i samostatně, se snažil popularizovat ideje socialismu, ale i historická a zeměpisná fakta. Zároveň se v nich pokoušel rozvíjet obrazotvornost a vědomosti dětí předškolního věku. Napsal i jeden román s autobiografickým pozadím pro dospělé V mrazech jabloně nekvetou. 

### Výběrová bibliografie
- Cirkus, 1937
- Kouzelná skříňka, 1960
- Krásná a slavná, 1961, s Věrou Adlovou
- To neznáte Jiřinu, 1962
- První výlet, 1962
- Péťa, Ašot a Nina, tvoji kamarádi ze Sovětského svazu, 1963
- Šedesát kapek, 1964,
- Trpaslík Čičorka a Pepík Herkules, 1964
- Zvířátka, 1965
- Kleopatra v kytaře, 1967
- Pejskovy pohádky, 1969
- Kuchař a moucha čili Jak vznikají války, 1969
- Tomášek a trpaslík Ondřej, 1969
- 100 kapek, 1971
- Jak šel žiraf k moři, 1971
- Pohádky pro všední dny i pro svátky, 1973
- Hvězdy nad samotou, 1974
- Kouzelníkova zahrada, 1976
- Koukej bráško, 1976
- Obrázky z českých dějin a pověstí (spoluautor Jiří Černý), 1982
- Můj prolhaný kůň (výbor z díla), 1985